# Choix
Choix là một đô thị thuộc bang Sinaloa, México. Năm 2005, dân số của đô thị này là 31763 người.